# Penvénan
Penvénan település Franciaországban, Côtes-d’Armor megyében. Lakosainak száma 2548 fő (2022. január 1.). Penvénan Camlez, Plougrescant, Plouguiel és Trévou-Tréguignec községekkel határos.

## Népesség
A település népességének változása:
| Lakosok száma | 2508 | 2450 | 2489 | 2562 | 2609 | 2603 | 2538 | 2494 | 2473 | 2548 |
|               | 1968 | 1982 | 1990 | 2006 | 2013 | 2015 | 2017 | 2019 | 2020 | 2022 |